# ペルーの国章
ペルーの国章（ペルーのこくしょう）とは1825年2月25日に制定されたペルーの徽章のこと。
国旗の中央に配されているものから、月桂樹と椰子のリースを取り除いて4本の国旗に変えている。
旗に囲まれた三分割の盾の上に冠が飾られているデザイン。

## 構成要素
- 盾の左上には明るい青の地に国を代表する動物であるビクーニャが描かれている。これはペルーの生態系を象徴している。
- 盾の右上には白地に国花であるカンツゥータが描かれている。
- 盾の下部には豊穣の角から溢れだす金貨が描かれている。これは豊富な地下資源を象徴している。
- 4本の国旗が盾の背後に描かれる。
- 盾の上にはオークの枝の冠が描かれる。これは勝利と栄光を象徴している。

小紋章
ペルー海軍の紋章
国璽
1821年の国章
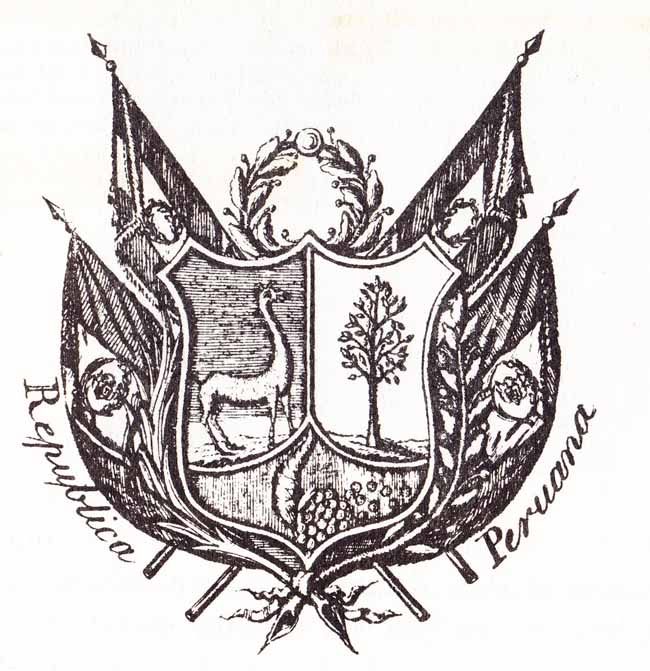
1825年の国章
1825から1950年までの国章